# Clermont (Indiana)
Clermont – miasto w Stanach Zjednoczonych, w stanie Indiana, w hrabstwie Marion.